# 趙麗蓮
趙麗蓮（1899年12月9日—1989年6月12日），中國教育家，中德混血兒。父親是趙仕北，籍贯廣東新会古井镇霞路，中華民國開國人士，留美法學博士；母親白薇熙（Bornstein）是德裔美籍西醫，旅美醫學博士；夫婿是唐紹儀的侄兒唐榮祚，美國伊利諾大學土木工程學士，曾任北京市政公所衛生工程師。1920年與趙麗蓮結婚，1930年離異。
育有三男一女。長女唐楣，子唐鴻光、唐鴻柱、唐鴻濱。。長子定居於中國大陸，三子定居於香港，從事電影攝製工作。

## 生平
1899年出生於美國紐約州。1907年，趙麗蓮8歲，隨父母回到中國，就讀上海美國學校。1919年，獲得北平女子高等師範學院聘為音樂教師。中國抗日戰爭結束後，申請進入北平電台，1946年春在廣播教授英文並自編教材。
1948年8月，趙麗蓮離開北平，經南京、上海，10月到台灣，首先擔任臺灣省立師範學院英語系講師。數年後，獲得美國哥倫比亞大學文學榮譽博士學位，職位從講師升格為教授。1949年9月接受國立台灣大學校長傅斯年的禮聘，擔任台大外文系教授，同時繼續主持電台英語教學節目。1964年，從台大退休。85歲時，獲得亞洲婦女協會「優雅婦女選拔賽」冠軍。
1954年，趙麗蓮罹患血友病。趙麗蓮因抱病製作兼主持中華電視台的兩個英語教學節目《鵝媽媽教英語》與《鵝媽媽園地》，而被稱為「鵝媽媽」。《鵝媽媽教英語》甚至讓趙麗蓮榮獲1974年（第10屆）與1981年（第16屆）的金鐘獎特別獎。1989年6月12日，趙麗蓮病逝於臺北榮民總醫院，虛齡九十一歲。身患血癌仍活长寿，颇为特别，11月7日，總統李登輝明令褒揚之，11月10日刊登《總統府公報》第5166號第2頁。1990年，依據趙麗蓮遺囑，後人以社會各界給趙麗蓮的捐款成立財團法人趙麗蓮教授文教基金會，以推廣英語教學、促進文化交流為宗旨，以資紀念。當年9月27日，總統褒揚趙故教授麗蓮博士典禮在教育部五樓大禮堂舉行。